# Argema bouvieri
Argema bouvieri är en fjärilsart som beskrevs av Ghesquière 1934. Argema bouvieri ingår i släktet Argema och familjen påfågelsspinnare. Inga underarter finns listade i Catalogue of Life.